# Biarozki (mijanka)
Biarozki (biał. Бярозкі, ros. Берёзки) – mijanka i przystanek kolejowy w miejscowości Biarozki, w rejonie homelskim, w obwodzie homelskim, na Białorusi. Węzeł linii Briańsk - Homel i wschodniej obwodnicy kolejowej Homla.
Do 2 października 2017 stacja kolejowa.